# 수잔 크라이어
수잰 크라이어(Suzanne Cryer, 영어 발음: /suːˈzæn/, 1967년 1월 13일 ~ )는 미국의 배우이다.
로체스터에서 태어났다.

## 출연 작품
- 리가딩 더 케이스 오브 잔 다르크 (2018년)
- 클로버필드 10번지 (2016년) - 레슬리 역
- 식스 레터 워드 (2012년)
- 해피스트 데이 오브 히스 라이프 (2007년)
- 프렌즈 & 러버스 (1999년)
- 윌버 폴스 (1998년) - 캐서린 역
- 왝 더 독 (1997년) - 에이미 케인 역

### 텔레비전
- 남자 둘, 여자 하나 (1998-2001, Two Guys and a Girl) - 애슐리 워커 역
- Out of Practice (2005)
- 섹스 앤 더 시티 (2008)
- 덱스터 (2009) - 탈라 그랜트 역